# Louis-Charles Verwee

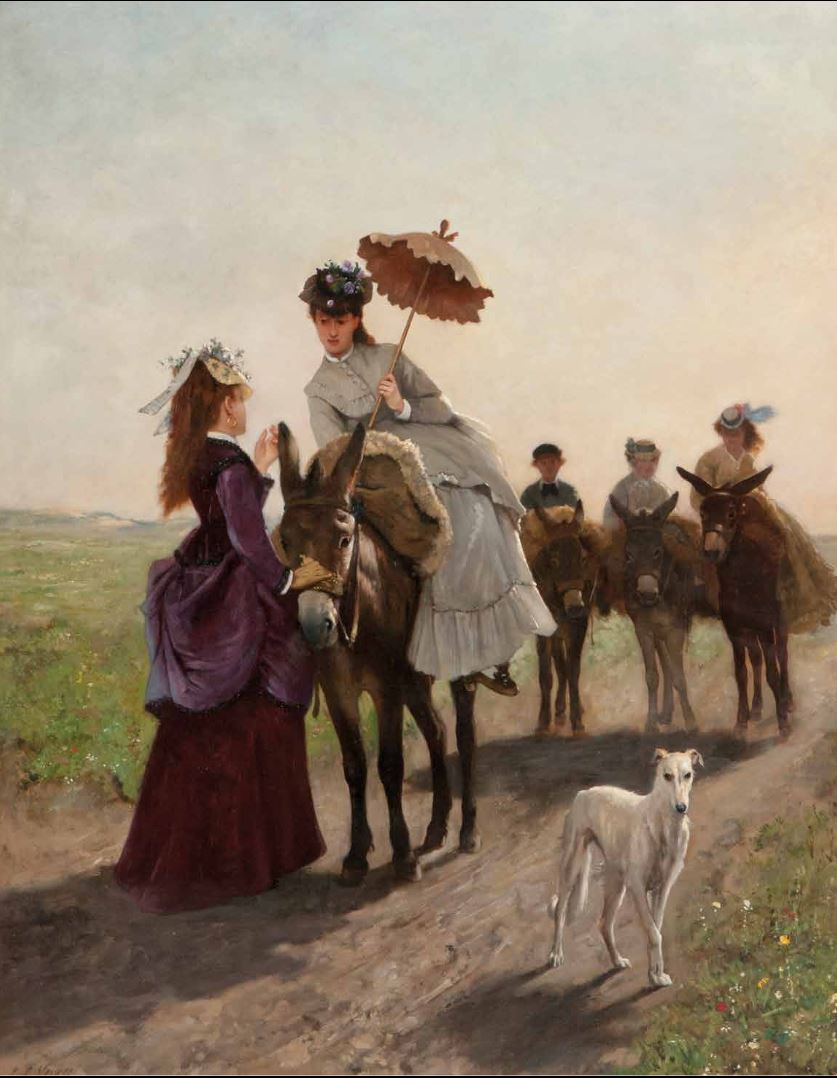
Rit op een ezel

Charles-Louis Verwee (Brussel, 3 juli 1832 – Sint-Joost-ten-Node, 9 juli 1882) was een Vlaams kunstschilder gespecialiseerd in genretaferelen en glamoureuze portretten.  Zijn genrescènes tonen romantische intriges en jonge society dames.

## Levensloop
Verwee was een zoon van kunstschilder Louis-Pierre Verwee uit Kortrijk en Claire van der Smissen. Hij had een broer, Alfred Verwee, die eveneens een bekende kunstschilder werd.
Verwee leerde schilderen bij zijn vader, die een gekend landschap- en dierenschilder was uit de romantische school. In 1854 woonden beide op hetzelfde adres, Buiten-Koningstraat 141 in Schaarbeek. Hij nam deel aan vele kunstsalons, onder meer in Brussel in 1854, in Antwerpen in 1861, in Gent in 1871 en in Amsterdam in 1877.Hij overleed in 1882 in Sint-Joost-ten-Node.

## Werk

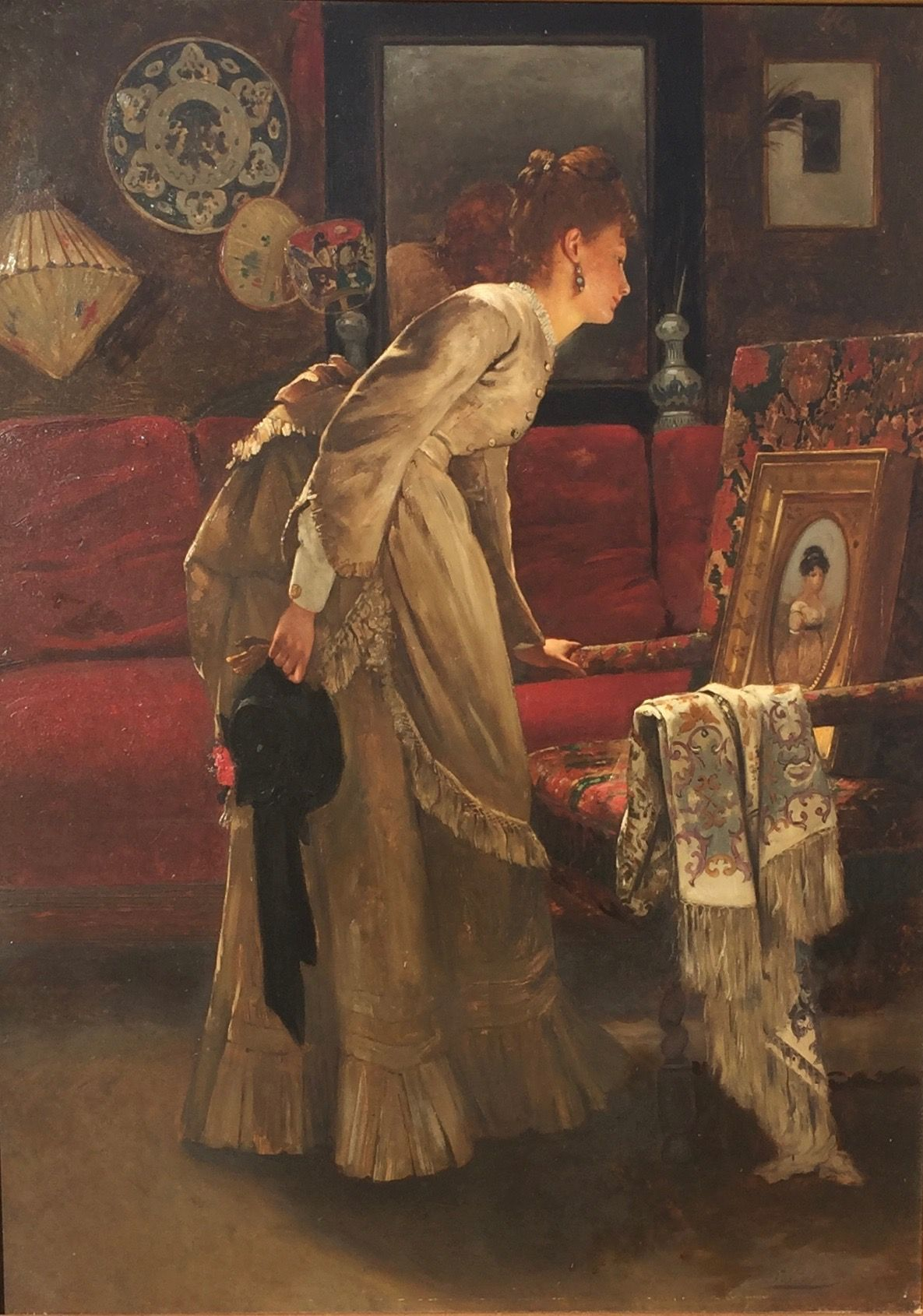
Een mogelijke aankoop

Hij opteerde voor de disciplines portret en genretaferelen. Deze voeren vaak mondaine personages ten tonele in interieurs, serres, prieeltjes en tuinen. Dit werk sluit nauw aan bij dat van Alfred Stevens, Gustave De Jonghe en Florent Willems. Ook personages uit de lagere sociale klassen beeldde hij uit zoals in "De Messenslijper".
Koning Leopold II kocht van hem het schilderij "Diplomatie" aan, dat nog steeds berust in de Koninklijke Verzamelingen.

## Louis-Charles Verwee in tentoonstellingen
- Salon 1854, Brussel : "Portret. Tekening naar de natuur"
- Salon 1861, Antwerpen : "Luiheid en ondeugd", "Luiheid en ellende"
- Salon 1871, Gent : "Het glas water"
- Tentoonstelling van Levende Meesters, 1877 Amsterdam : "In gepeinzen", "Dame met bloemen"

## Andere werken
- "Vrouw met parasol en poes in zonnige tuin" (1878)
- "Vrouw tijdens haar bezinning"
- "Confidentie tussen twee vrouwen"
- "Vrouw met marionet"
- "Italiaanse vrouw poseert voor een kunstschilderes"